# Giro di Lombardia 1978
Il Giro di Lombardia 1978, settantaduesima edizione della corsa, si svolse il 7 ottobre 1978 su un percorso di 266 km. Fu vinto dall'italiano Francesco Moser, giunto al traguardo con il tempo di 6h48'00" alla media di 39,118 km/h, precedendo lo svedese Bernt Johansson ed il francese Bernard Hinault.
Presero il via da Milano 149 ciclisti, 31 di essi portarono a termine la gara.

## Ordine d'arrivo (Top 10)
| Pos. | Corridore                | Squadra                    | Tempo   |
| ---- | ------------------------ | -------------------------- | ------- |
| 1    | Francesco Moser          | Sanson                     | 6h48'00 |
| 2    | Bernt Johansson          | Fiorella Mocassini-Citroën | s.t.    |
| 3    | Bernard Hinault          | Renault                    | s.t.    |
| 4    | Wladimiro Panizza        | Vibor                      | s.t.    |
| 5    | Alfio Vandi              | Magniflex                  | s.t.    |
| 6    | Gianbattista Baronchelli | Scic                       | s.t.    |
| 7    | Joop Zoetemelk           | Miko                       | s.t.    |
| 8    | Roberto Ceruti           | Mecap                      | s.t.    |
| 9    | Johan De Muynck          | Bianchi                    | a 8"    |
| 10   | Michel Pollentier        | Flandria                   | a 3'10" |